# Kostroma Coronae
Le Kostroma Coronae sono una struttura geologica della superficie di Venere.